# Мурлевка
Мурлевка — река в России, левый приток Чепцы (бассейн Волги). Протекает в Кирово-Чепецком и Зуевском районах Кировской области. Устье реки находится в 66 км по левому берегу Чепцы. Длина реки составляет 17 км, площадь бассейна — 60 км².
Исток реки в 3 км к северу от деревни Ветоши. Река течёт на север, верхнее течение проходит по Зуевскому району, затем река образует границу Зуевского и Кирово-Чепецкого районов, в низовьях река вновь перетекает в Зуевский район. В верхнем и среднем течении населённых пунктов на реке нет, в нижнем течении протекает деревню Семёнки и километром ниже впадает в Чепцу. Именованных притоков не имеет, ширина реки на всём протяжении не превышает 10 метров.

## Данные водного реестра
По данным государственного водного реестра России относится к Камскому бассейновому округу, водохозяйственный участок реки — Чепца от истока до устья, речной подбассейн реки Вятка. Речной бассейн реки — Кама.